# Капрони Ca.20
Капрони Ca.20 (итал. Caproni Ca.20) је италијански ловачки авион. Први лет авиона је извршен 1914. године. 

Највећа брзина у хоризонталном лету је износила 166 km/h. Размах крила је био 7,92 метара а дужина 8,36 метара. Маса празног авиона је износила 353 килограма а нормална полетна маса 586 килограма. Био је наоружан са једним или два митраљеза калибра 7,7 милиметара.

## Наоружање
| Наоружање авиона: Капрони      |     |
| Ватрено (стрељачко) наоружање  |     |
| Топ                            |     |
| Митраљез                       |     |
| Број и ознака митраљеза        | 1-2 |
| Калибар                        | 7,7 |
| Бомбардерско наоружање (бомбе) |     |
| Ракетно наоружање (ракете)     |     |